# Hurikán Alberto (2000)
Hurikán Alberto byl 3. bouří a 1. hurikánem atlantické hurikánové sezóny 2000. Zformoval se 3. srpna 2000 u pobřeží západní Afriky a rozptýlil se 26. srpna 2000 východně od Islandu. Hurikán Alberto byl nejdéle trvající bouří této hurikánové sezóny a 9. nejdéle trvající atlantickou bouří v historii (nejdéle trvající byl hurikán San Ciriaco roku 1899). Jelikož se dotkl pevniny jen na Islandu jako slabší bouře, nikoho neusmrtil a nenapáchal větší škody. Nejvyšší rychlost větru byla 205 km/h.

## Postup
Zformoval se na začátku srpna 2000 jako tropická deprese. Už 4. 8. se z deprese stala tropická bouře a 6. 8. hurikán 1. stupně a rychlost větru se pohybovala kolem 150 km/h. 9. 8. hurikán zeslábl a stal se z něj opět tropická bouře, ale to netrvalo dlouho a opět zesílil na hurikán. Do této doby postupoval hurikán severozápadním směrem. 12. 8. se z hurikánu 2. stupně stal hurikán 3. stupně a rychlost větru dosahovala 200 km/h. Alberto se otočil a začal postupovat severovýchodním směrem a začal opět slábnout. Jako tropická bouře se stočil na jih, poté na jihozápad a pak opět na severozápad. Když se stočil na sever, opět se z něj stal hurikán 1. stupně a následně hurikán 2. stupně a pokračoval na severovýchod. Zanedlouho opět zeslábl na hurikán 1. stupně a postupoval dál na severovýchod. Postupně se z něj stala tropická deprese a 23. 8. se rozpadl. Jeho „zbytky“ pak přešly přes Island a rozplynuly se v Severním moři.